# Morten Thorsby
Morten Thorsby (ur. 5 maja 1996 w Oslo) – norweski piłkarz, występujący na pozycji pomocnika we włoskim klubie Genoa CFC oraz w reprezentacji Norwegii.

## Kariera klubowa
Norweg jest wychowankiem stołecznego Heming Fotball. Po rocznym pobycie w Lyn, został piłkarzem Stabæk, gdzie zadebiutował w Eliteserien. W 2014 roku, został kupiony przez holenderski SC Heerenveen, którego zawodnikiem był przez pięć lat. W lipcu 2019 roku, na zasadzie wolnego transferu został piłkarzem włoskiej Sampdorii..

## Kariera reprezentacyjna
Barw reprezentacyjnych bronił już od poziomu U-16..
W pierwszej reprezentacji zadebiutował w towarzyskim spotkaniu przeciwko Macedonii, rozegranym w listopadzie 2017 roku..

## Życie prywatne
Piłkarz znany jest ze swojego zaangażowania w ruchy ekologiczne. Jest wegetarianinem, unika latania samolotami, a w wolny czas spędza na sprzątaniu lasów.